# 野村友里愛
野村 友里愛（のむら ゆりあ、2006年 - ）は、日本のピアニスト。

## 経歴
愛知県出身。5歳よりピアノを始める。ピティナ・ピアノコンペティション全国決勝大会において、2015年B級金賞、2016年C級ベスト賞、2018年Jr.G級ベスト賞、2019年F級金賞及び聖徳大学川並弘昭賞を受賞。 2021年第45回ピティナ・ピアノコンペティション特級グランプリ。併せて文部科学大臣賞、スタインウェイ賞、オンライン聴衆賞を受賞。角川ドワンゴ学園N高等学校1年在学中。服部浩美、本村久子、関本昌平に師事。